# Schringo van den Berg
Schringo van den Berg, eigentlich Jürgen van den Berg, (* 16. März 1960 in Bocholt) ist ein deutscher Unterhaltungskünstler und Drehbuchautor.

## Leben
Der gelernte Drucker spielte ab Mitte der 1980er Jahre in Münster zwei Jahre bei der Band Cheap Gringos. Dort erhielt er auch seinen bis heute gültigen Spitznamen Schringo. Von 1987 bis 1989 spielte er Schlagzeug bei der Band Wild Lovers und bei A Bunch of Violets. Zusammen mit Bodo Oesterling erfand Jürgen van den Berg die Bad-Taste-Partys, die Ende der 80er Jahre im Odeon in Münster stattfanden, wo er als Zapfer tätig war. Bei einer solchen Veranstaltung wurde er von Helge Schneider entdeckt, der ihn in seine Band holte. Zusammen mit Helge Schneider schrieb er Anfang der 90er Jahre die Drehbücher zu den Filmen Texas – Doc Snyder hält die Welt in Atem und 00 Schneider – Jagd auf Nihil Baxter, in denen er auch in einer Nebenrolle mitspielte.
2010 trommelt van den Berg bei der Seniorenband „Trio Immergrün“ und der Seniorenband „Ganz in Rosen“, die sich den 1950er Jahren – Jazz im Stile von Hildegard Knef verschrieben hat. Weiterhin engagiert sich der Schlagzeuger und Drehbuchautor auch in sozialen Projekten, wie Diskoabenden für Behinderte oder Hartz IV-Betreuung im Rahmen eines sozialen Fördervereins.
Er lebt heute in Oberhausen.

## Reminiszenz
Helge Schneider bezeichnete ihn in seiner Autobiographie als den gefährlichsten Mann, den er kannte. Auch wurde Jürgen van den Berg, nebst seinem Vater Otto van den Berg, der in fünf Filmen Schneiders mitwirkte, eine Hörspiel-CD gewidmet, die den Titel „Weihnachten bei van den Bergs“ trägt.

## Drehbücher
Er verfasste Drehbücher zu den Filmen
- Texas – Doc Snyder hält die Welt in Atem
- 00 Schneider – Jagd auf Nihil Baxter